# ФК Шкупи
ФК Шкупи (на македонска литературна норма: ФК Шкупи; на албански: Klubi Futbollistik Shkupi) футболен отбор от Скопие, Република Македония. Отборът е наследник на ФК Слога Югомагнат, като е образуван през 2012 година чрез сливането му с ФК Албарса. Въпреки това, футболната федерация на Македония не признава Шкупи като официален наследник на Слога Югомагнат.
Както и Шкендия Тетово, Шкупи е отбор ориентиран към албанското население в страната и феновете му са предимно албанци, но отстъпва по популярност на Шкендия.
През сезон 2017/18 отборът завършва на 4-то място в македонското първенство и се класира за пръв път в историята си в квалификациите на Лига Европа.

## Титли
- Първа македонска футболна лига : 
  -  Шампион (1): 2021/22
  -  Вицешампион (1): 2022/23
  -  Бронзов медалист (1): 2023/24
- Втора македонска футболна лига (1): 2014/15